# Foveolatoppia foveolata
Foveolatoppia foveolata är en kvalsterart som beskrevs av Sandór Mahunka 1988. Foveolatoppia foveolata ingår i släktet Foveolatoppia och familjen Oppiidae. Inga underarter finns listade i Catalogue of Life.